# Ataque aéreo de Damasco em 2023
Um ataque éreo em Damasco realizado pela Força Aérea Israelense no dia 18 de Fevereiro de 2023, teve como alvo locais na província de Damasco, na Síria, incluindo um prédio residencial. Cinco mortes e quinze feridos foram confirmados, alguns dos feridos estando em estado grave conforme relatou à Agência de Notícias Árabe Síria (SANA). O edifício atingido ficava localizado no bairro de Kafr Sousan, no centro de Damasco, perto de um grande complexo de segurança junto a instalações iraniana, conforme a Reuters. Apesar de não negar a autoria Israelense, a Orient News, veículo de imprensa opositora à SANA, afirma que os ataques tinham como alvo armazéns e imóveis da milícia iraniana.

## Histórico
Desde a eclosão da Guerra Civil Síria em 2011, ocorrências semelhantes têm ocorrido de forma recorrente. Na Síria, há uma grande presença de tropas iranianas, bem como representantes como o Hezbollah e milícias estrangeiras do Iraque e do Afeganistão. O ataque ocorreu na mesma área onde o comandante sênior do Hezbollah, Imad Mughniyeh, foi assassinado em 2008.

## Ataque
Em 18 de fevereiro, Israel atingiu alvos em Damasco das Colinas de Golã. O bairro Kafr Sousa foi atingido, perto de instalações iranianas altamente protegidas. Testemunhas e funcionários disseram que o ataque matou cinco pessoas. O ataque atingiu um armazém usado por combatentes iranianos e do Hezbollah. Edifícios históricos perto da Cidadela de Damasco foram danificados, o que foi atribuído ao ataque. O bombardeio danificou edifícios perto da Praça Umayyad, onde estão localizadas várias instalações de segurança. Outros edifícios civis também foram danificados. 15 civis ficaram feridos.
A Síria afirmou que derrubou vários mísseis. Uma mulher foi morta no distrito de Marzaa, possivelmente devido a munições antiaéreas sírias.

## Reações
- Hamas veementemente "condenou o ataque israelense e seu alvo em bairros residenciais na capital, Damasco".[13] Enquanto o Movimento da Jihad Islâmica considerou que o bombardeio de Damasco "revela os esforços contínuos de Israel para atingir a Síria e aprofundar a tragédia de seu povo que está curando suas feridas após o terremoto devastador".[13]